# Porga
Porga este un oraș din departamentul Atakora, Benin, deservit de Aeroportul Porga.